# Thalassarche carteri
L'albatro beccogiallo dell'Indiano (Thalassarche carteri Rothschild, 1903) è un piccolo uccello appartenente alla famiglia dei Diomedeidi.

## Descrizione
Con un peso di 2,55 kg, una lunghezza di 76 cm ed un'apertura alare di 2 m, è la più piccola specie di Thalassarche; è piuttosto difficile distinguerlo dai suoi stretti parenti, l'albatro testagrigia e l'albatro beccogiallo dell'Atlantico. Quest'ultima specie è stata considerata a lungo sua conspecifica, tanto che ancora oggi alcuni autori ritengono il taxon carteri una sua sottospecie. L'albatro beccogiallo dell'Indiano si distingue da quello dell'Atlantico solamente per la colorazione della testa, di un grigio più chiaro rispetto agli uccelli atlantici.

## Comportamento
Come tutti gli albatri, l'albatro beccogiallo dell'Indiano si riproduce in vaste colonie. Nidifica solamente nell'Oceano Indiano, sulle Isole Principe Edoardo, Crozet, Kerguelen, Amsterdam e Saint Paul. Gli adulti iniziano a riprodursi all'età di otto anni. In un nido di fango viene deposto un unico uovo. La stagione degli amori inizia in agosto, ma la deposizione avviene in settembre-ottobre. La cova dura circa 70 giorni. Dopo la schiusa, il pulcino deve attendere 115 giorni prima di imparare a volare.

## Conservazione
Quando si trova in mare, il suo areale va dal Sudafrica all'Oceano Pacifico, fin oltre la Nuova Zelanda. La sua dieta è composta per la maggior parte da calamari e pesci. È incluso tra le specie a rischio a causa del declino della sua popolazione nel corso degli ultimi settant'anni, provocato dalla pesca coi palamiti e dallo scoppio di alcune malattie introdotte.
Il nome binomiale commemora l'ornitologo inglese Thomas Carter.